# Løbesport
Løb er en transportmetode der foregår til fods, men med en bestemt skridtfrekvens.

## Løbesport
Som sportsbegivenhed er løb en fastsat strækning, hvor det som regel gælder om at komme først eller gennemføre på kortest mulig tid. Her i den senere tid er flere og flere mennesker dog begyndt at løbe i fritiden, altså ikke i konkurrenceøjemed, men blot for motionens skyld. Denne tendens er tiltagende og ses over hele verden.
Der findes mange forskellige former for løb: orienteringsløb, maraton, motionsløb og deslige.
Danmark er det land i verden, der har flest maratonløb og flest maratonløbere i forhold til antallet af indbyggere. Danmark har 36 maratonløbere per 10.000 indbyggere.

### Populære motionsløb i Danmark
- Cross Nationals
- Eremitageløbet[2]
- Marselisløbet
- Eventyrløbet
- DHL-stafetten
- Copenhagen Marathon
- Copenhagen Half Marathon
- ALT for damernes Kvindeløb[3]
- H.C. Andersen Marathon

## Danske Løbeprofiler
- Abdi Ulad Hakin (Hvidovre Atletik & Motion)
- Allan Dario (IK Hellas)
- Anna Emilie Møller (Blovstrød Løverne)
- Asser Jon-Vittrup (Sparta)
- Esben Hornum (AGF Atletik)
- Flemming Jensen (Københavns IF)
- Hans Buchardt (Københavns IF)
- Henrik Jørgensen (Københavns IF)
- Henrik Them Andersen (Sparta)
- Jens Søndergaard Jensen (AGF Atletik)
- Jesper Faurschou (Herning Løbeklub)
- Lise Kandborg (AGF Atletik)
- Louis Cantby (Hvidovre Atletik & Motion)
- Louise Langelund Batting (Aarhus 1900)
- Mads Tærsbøl (Hechmann Mikkeller Racing Club)
- Mikkel Dahl-Jessen (AGF Atletik)
- Niels Kim Hjorth (Aarhus 1900)
- Omar Hassan Omar (Aarhus Fremad Atletik)
- Sara Slott Petersen (Aarhus 1900)
- Simone Glad (Sparta)
- Sissel Møller (AGF Atletik)
- Sylvia Kiperenge (Sparta)
- Thijs Nijhuis (Viborg Atletik og Motion)
- Thorkild Sundstrup (Aarhus Fremad Atletik)